# Gran Premi d'Alemanya del 1975
Resultats del Gran Premi d'Alemanya de Fórmula 1 de la temporada 1975, disputat al circuit de Nürburgring el 3 d'agost del 1975.

## Resultats
| Pos | No | Pilot              | Equip             | Voltes | Temps/ Retirada   | Pos. de sortida | Punts |
| --- | -- | ------------------ | ----------------- | ------ | ----------------- | --------------- | ----- |
| 1   | 7  | Carlos Reutemann   | Brabham - Ford    | 14     | 1h 41' 14. 1      | 10              | 9     |
| 2   | 21 | Jacques Laffite    | Williams - Ford   | 14     | + 1' 37.7 min.    | 15              | 6     |
| 3   | 12 | Niki Lauda         | Ferrari           | 14     | + 2' 23.3 min.    | 1               | 4     |
| 4   | 16 | Tom Pryce          | Shadow - Ford     | 14     | + 3' 31.4 min.    | 16              | 3     |
| 5   | 22 | Alan Jones         | Hill - Ford       | 14     | + 3' 50.3 min.    | 21              | 2     |
| 6   | 19 | Gijs Van Lennep    | Ensign - Ford     | 14     | + 5' 05.5 min.    | 24              | 1     |
| 7   | 29 | Lella Lombardi     | March - Ford      | 14     | + 7' 30.4 min     | 25              |       |
| 8   | 25 | Harald Ertl        | Hesketh - Ford    | 14     | + 7' 40.9 min.    | 23              |       |
| 9   | 4  | Patrick Depailler  | Tyrrell - Ford    | 13     | + 1 Volta         | 7               |       |
| 10  | 27 | Mario Andretti     | Parnelli - Ford   | 12     | Sense combustible | 13              |       |
| Ret | 24 | James Hunt         | Hesketh - Ford    | 10     | Rodes             | 9               |       |
| Ret | 11 | Clay Regazzoni     | Ferrari           | 9      | Motor             | 5               |       |
| Ret | 23 | Tony Brise         | Hill - Ford       | 9      | Accident          | 17              |       |
| Ret | 3  | Jody Scheckter     | Tyrrell - Ford    | 7      | Accident          | 3               |       |
| Ret | 17 | Jean Pierre Jarier | Shadow - Ford     | 7      | Pneumàtics        | 12              |       |
| Ret | 8  | Carlos Pace        | Brabham - Ford    | 5      | Suspensions       | 2               |       |
| Ret | 30 | Wilson Fittipaldi  | Fittipaldi - Ford | 4      | Motor             | 22              |       |
| Ret | 10 | Hans Joachim Stuck | March - Ford      | 3      | Motor             | 7               |       |
| Ret | 1  | Emerson Fittipaldi | McLaren - Ford    | 3      | Suspensions       | 8               |       |
| Ret | 9  | Vittorio Brambilla | March - Ford      | 3      | Suspensions       | 11              |       |
| Ret | 6  | John Watson        | Lotus - Ford      | 2      | Suspensions       | 14              |       |
| Ret | 5  | Ronnie Peterson    | Lotus - Ford      | 1      | Embragatge        | 18              |       |
| Ret | 28 | Mark Donohue       | March - Ford      | 1      | Pneumàtics        | 19              |       |
| Ret | 2  | Jochen Mass        | McLaren - Ford    | 0      | Accident          | 6               |       |
| Ret | 20 | Ian Ashley         | Williams - Ford   | 0      | Accident          | 20              |       |
| NVQ | 35 | Tony Trimmer       | Maki - Ford       |        |                   |                 |       |

## Altres
- Pole: Niki Lauda 6' 58. 6

- Volta ràpida: Clay Regazzoni 7' 06. 4 (a la volta 7)